# Бабај Бокс
Бабај Бокс (алб. Babaj i Bokës) је насељено место у општини Ђаковица, на Косову и Метохији. Према попису становништва из 2011. у насељу је живео 601 становник.

## Становништво
Према попису из 2011. године, Бабај Бокс има следећи етнички састав становништва:
| Националност | 2011.        |
| Албанци      | 598 (99,50%) |
| недоступно   | 3 (0,50%)    |
| Укупно       | 601          |

| Демографија | Демографија | Демографија |
| Година      | Становника  | Становника  |
| ----------- | ----------- | ----------- |
| 1948.       | 404         |             |
| 1953.       | 423         |             |
| 1961.       | 474         |             |
| 1971.       | 575         |             |
| 1981.       | 700         |             |
| 1991.       | 742         |             |
| 2011.       | 601         |             |